# Uomo contro uomo
Uomo contro uomo è una miniserie televisiva in due puntate del 1989, diretta da Sergio Sollima. Trasmesso in prima visione domenica 29 e lunedì 30 gennaio 1989 su Rai 1 con un ascolto medio di 7.197.000 telespettatori.

## Critica
Alle prese con un soggetto incentrato sulla 'ndrangheta calabrese, il regista Sergio Sollima ne ricava un racconto popolaresco che deriva dall'interminabile serie de La Piovra, ma anche se ne discosta in quanto tenta di non disattendere certa lezione letteraria (Leonardo Sciascia) e films ad essa ispirati: di Damiano Damiani, per fare un nome. (Glauco Pellegrini, Dialoghi vicentini: indovina cosa vedo in TV, 1991)